# Deggendorfer Himmelreich
Das Naturschutzgebiet Deggendorfer Himmelreich liegt im Landkreis Deggendorf in Niederbayern.
Das rund 104 ha große Gebiet mit der Nr. NSG-00752.01, das im Jahr 2012 unter Naturschutz gestellt wurde, erstreckt sich zwischen der Marktgemeinde Metten im Westen und der Kernstadt Deggendorf im Osten. Südlich des Gebietes verläuft die St 2125 und fließt die Donau.